# Albert Wichert

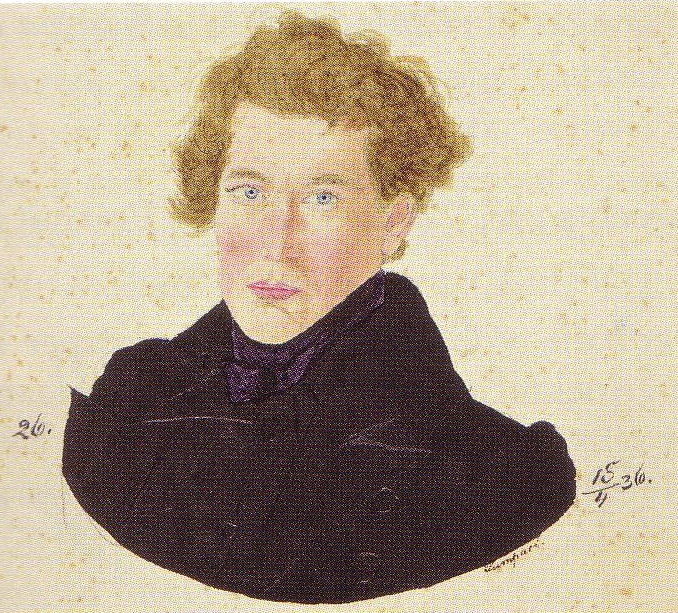
Albert Wichert

Albert Wichert (* 11. April 1814 Frauenburg, Ostpreußen; † 23. April 1868 in Konitz, Westpreußen) war ein deutscher Mathematiklehrer.

## Leben
Wichert besuchte das Kgl. Gymnasium Hosianum Braunsberg und studierte ab Michaelis 1834 als stud. phil. Mathematik an der Albertus-Universität Königsberg.  Er schloss sich der Corpslandsmannschaft Baltia an, die ihren Nachwuchs aus dem katholischen Ermland bezog und 1840 vom Corps Masovia übernommen wurde. In Wilhelm Schmiedebergs Blättern der Erinnerung ist ein Porträtaquarell von „Lumpaci“ erhalten. Nach den Examen und dem Probejahr kam Wichert als Mathematiklehrer an das Konitzer Gymnasium. Als charakterisierter Gymnasialprofessor starb er kurz nach seinem 54. Geburtstag.

## Werke
- Die Fünf- und Siebzehn-Theilung der Lemniskate. Harich, Konitz 1846, S. 1–28[4][5]
- Wärme-Erscheinungen der meteorologischen Station Konitz. Konitz 1860[6]
- Barometer-Beobachtungen der meteorologischen Station Konitz 1849 bis 66. Konitz 1867